# Чекан (Удмуртия)
Чекан — село в Увинском районе Удмуртии. Административный центр Чеканского сельского поселения.

## География
Село находится на расстоянии 41 км к северо-востоку от посёлка Ува, административного центра района, и 120 км к северо-западу от города Ижевск, столицы республики.

### Часовой пояс
Село Чекан, как и вся Удмуртия, находится в часовой зоне МСК+1. Смещение применяемого времени относительно UTC составляет +4:00.

## Население
| 2010 | 2012 |
| ---- | ---- |
| 486  | ↘481 |

## Улицы
| - ул. Вишнёвая, - ул. Заречная, - ул. Молодёжная, - ул. Нагорная, | - ул. Полевая, - ул. Сосновая, - ул. Урожайная, - ул. Центральная. |